# Paša (řeka)
Paša (rusky Паша) je řeka v Leningradské oblasti v Rusku. Je dlouhá 242 km. Plocha povodí měří 6650 km².

## Průběh toku
Odtéká z Pašozera a teče bažinatou a lesnatou rovinou. Ústí zleva do Sviru nedaleko jeho ústí do Ladožského jezera.

## Vodní režim
Zdrojem vody jsou převážně sněhové srážky. Průměrný roční průtok vody činí přibližně 70 m³/s a maximální dosahuje 1200 m³/s. Zamrzá v listopadu a rozmrzá ve druhé polovině dubnu.

## Využití
Řeka je splavná pro vodáky. Vodní doprava je možná od vesnice Batogovo.